# Кашаго
Кашаго, Кашаґо (італ. Casciago) — муніципалітет в Італії, у регіоні Ломбардія, провінція Варезе.
Кашаго розташоване на відстані близько 530 км на північний захід від Рима, 55 км на північний захід від Мілана, 4 км на захід від Варезе.
Населення — 3841 особа (2014).

## Демографія
Населення за роками:

Станом на 1 січня 2023 року в муніципалітеті офіційно проживали 182 іноземці з 43 країн, серед них 61 громадянин країн Євросоюзу та 6 громадян України.

## Сусідні муніципалітети
- Барассо
- Гавірате
- Лувінате
- Варезе